# Mateusz Szczypiński (artysta)
Mateusz Szczypiński (ur. 23 stycznia w 1984 w Piekarach Śląskich) – polski artysta współczesny. Mieszka i pracuje w Krakowie. Związany z galerią lokal 30 w Warszawie. Tworzy obrazy, kolaże, obiekty oraz fotomontaże.

## Wykształcenie
W latach 2004–2009 studiował Historię Sztuki na Uniwersytecie Jagiellońskim w Krakowie.
W latach 2007–2012 studiował Malarstwo na Akademii Sztuk Pięknych w Krakowie.

## Twórczość
Główną metodą twórczą Mateusza Szczypińskiego jest operowanie cytatem, odwoływanie się do powszechnie znanej tradycji, obrazów i klisz zakodowanych w masowej świadomości. W grze z tradycją, historią sztuki i pewnymi kliszami kulturowymi, wykorzystuje technikę kolażu, medium, które jak podkreśla najlepiej oddaje wielowątkowość i zróżnicowanie kultury, w której funkcjonujemy. Dla niego komunikowanie się, wchodzenie w dialog z tradycją jest nieodłącznym elementem tworzenia.

## Wystawy

### Wystawy indywidualne
- 2021 „Zdarzenia Losowe” (Mateusz Szczypiński / Ryszard Winiarski), Hos Gallery, Warszawa[2][3].
- 2020 „Utopia: Ukryte Terapie”, lokal_30, Warszawa[4].
- 2019 „Ruins Reserve” Museum Burg Vischering, Ludinghausen[5][6].
- 2019 „Stadt Gottes”, lokal_30, Warszawa[7][8].
- 2017 „Please, Fill out the Form”, Galeria Widna, Kraków[9].
- 2016 „papier-kamień-nożyce” (Mateusz Szczypiński / Monika Powalisz), lokal_30, Warszawa[10].
- 2014 „Our Matters”, Parotta Contemporary Art, Stuttgart[11].
- 2014 „Somewhere between”, lokal_30, Warszawa[12].
- 2013 „Przerost Naturalny”, Centrum Kultury Katowice, Katowice[13].
- 2012 „Wyburzanie”, Bałtycka Galeria Sztuki Współczesnej, Ustka[14].
- 2011 „Czy umiesz się golić?”, lokal_30, Warszawa[15].

### Wystawy Grupowe
- 2022 „Au-delà”, lokal_30, Warszawa[16][17].
- 2021 „Współistnienie”, Muzeum Krakowa, Kraków[18].
- 2020 „Proste Gesty”, BWA Katowice, Katowice[19].
- 2019 „II Krakowski Salon Sztuki”, Kraków[20].
- 2019 „Nigdy nie namalowałem obrazu”, lokal_30, Warszawa.
- 2019 „Młode Malarstwo Polskie”, Muzeum Narodowe w Gdańsku.
- 2019 „Kojarz kolaż”, Galeria Biała, Lublin[21][22].
- 2018 „I Krakowski Salon Sztuki”, Kraków[23].
- 2018 „Scattered Rhymes”, XY Gallery, Olomouc[24].
- 2017 „Rzeczy- przedmiot i obiekt w polskiej fotografii”, Galeria Starmach, Kraków (wystawa w ramach Miesiąca Fotografii w Krakowie)[25].
- 2017 „Sztuka w sztuce”, MOCAK, Kraków[26].
- 2016 „Krew-werk”, Fundacja Galerii Foksal, Warszawa[27].
- 2016 „Contemporary Art From Poland”, Europejski Bank Centralny, Frankfurt.
- 2015 „Artyści z Krakowa. Generacja 1980-1990”, MOCAK, Kraków[28].
- 2015 „#Reading Lesson”, ArtStations Foundation, Poznań.
- 2015 „Palindrom”, Państwowa Galeria Sztuki w Sopocie, Sopot[29].
- 2014 „Nic nie czuję”, Otwarta Pracownia, Kraków[30].
- 2013 „Po co jest sztuka?”, MOCAK, Kraków.
- 2013 „Czas kolażu”, Kordegarda, Warszawa[31].
- 2013 „Tribute to Robakowski”, lokal_30, Warszawa[32].
- 2013 „New Opening, new Begin”, lokal_30, Warszawa[33].
- 2012 „Wystawa laureatów Kompasu młodej sztuki”, Centrum Olimpijskie, Warszawa.
- 2012 „Wystawa najlepszych dyplomów Akademii Sztuk Pięknych w Krakowie”, Pałac Sztuki, Kraków.
- 2011 „New Look”, Otwarta Pracownia, Kraków[34].
- 2011 „Message”, Cellar gallery, Kraków.
- 2010 „Moon Hostel and The Movies „Galeria Manhattan, Łódź.
- 2010 „Multimedia Szajna Art Festival”, Rzeszów.

## Nagrody i wyróżnienia
- 2012 Medal Towarzystwa Przyjaciół Sztuk Pięknych w Krakowie.
- 2020 Stypendium Twórcze Miasta Krakowa[35].
- 2020 Stypendium Ministra Kultury i Dziedzictwa Narodowego.